# 墨菲斯伯勒鎮區 (伊利諾伊州傑克遜縣)
墨菲斯伯勒鎮區（英語：Murphysboro Township）是位於美國伊利諾伊州傑克遜縣的一個行政鎮區。

## 地方資料
根據2010年美國人口普查的數據，墨菲斯伯勒鎮區的面積為96.00平方千米，當中陸地面積為94.00平方千米，而水域面積為2.00平方千米。當地共有人口10202人，而人口密度為每平方千米106.27人。